# Zdeněk Ondrášek
Zdeněk Ondrášek (* 22. prosince 1988, Strakonice) je český profesionální fotbalista, který hraje na pozici útočníka za český klub FK Viktoria Žižkov. Mezi lety 2019 a 2020 odehrál také 7 utkání v dresu české reprezentace, v nichž vstřelil 2 branky.

## Klubová kariéra
S fotbalem začínal v západočeském Stříbře, po přestěhování do jihočeské obce Kadov v roce 2000 přestoupil do TJ Blatná, zde působil v mládežnických kategoriích.

### Dynamo České Budějovice + hostování
Jeho talent neunikl pozornosti krajských Českých Budějovic a v létě 2005 odešel na zkoušku do "B" dorostu Dynama České Budějovice. Tady uspěl a postupně se prosadil do základní sestavy. V "A" dorostu se prostřílel až do čela tabulky střelců soutěže, což neuniklo tehdejšímu trenérovi "A" týmu Františku Ciprovi, který jej 9. května 2007 nominoval k ligovému utkání proti Teplicím, kde si na 12 minut odbyl ligovou premiéru. V další sezóně hrál převážně za rezervní tým ČFL, až v posledních pěti kolech mu trenér František Straka dal příležitost v "A" mužstvu. Sezónu 2008/09 začal v "A" mužstvu, ale jarní část strávil na hostování v Čáslavi, kde o sobě dal vědět především 2 brankami do sítě Jihlavy v přímém souboji o postup do první ligy. V sezóně 2009/10 patřil do "A" mužstva v Českých Budějovicích a ve 2. kole proti střížkovským Bohemians zaznamenal premiérový ligový gól. Celkově se se čtyřmi góly stal nejlepším střelcem svého týmu v sezóně. V následující sezóně už byl jasnou střeleckou oporou týmu a nejlepším střelcem Dynama se tentokrát stal s 10 góly.

### Tromsø IL
V březnu 2012 odešel na hostování s případnou opcí do norského Tromsø IL. Ve 14 zápasech dal 8 gólů a klub se rozhodl jej angažovat nastálo a smluvně si pojistit jeho služby až do roku 2015. Sezóna 2012 se mu vydařila, vstřelil 14 gólů ve 29 zápasech a stal se nejlepším střelcem norské ligy Tippeligaen (společně s Péterem Kovácsem z Strømsgodset IF, který také dosáhl 14 gólů). V norském poháru ale Tromsø IL prohrálo ve finále s druholigovým Höddem na pokutové kopy.
V dubnu 2013 v 6. kole vstřelil svůj druhý ligový gól v ročníku 2013 norské ligy. Byla to vítězná trefa proti FK Haugesund (2:1). V prvním zápase druhého předkola Evropské ligy 2013/14 18. července 2013 se jedním gólem podílel na vítězství 2:0 nad ázerbájdžánským klubem FC Inter Baku. V prvním utkání třetího předkola stejné soutěže 1. srpna 2013 zařídil výhru 1:0 proti hostujícímu lucemburskému týmu FC Differdange 03. V odvetě 8. srpna se zrodila prohra norského týmu 0:1 a když se stav nezměnil ani v prodloužení, došlo na penaltový rozstřel. V něm Ondrášek svůj pokus proměnil a přispěl k postupu do 4. předkola (resp. play-off kola) poměrem 4:3. 3. září 2013 v základní skupině Evropské ligy vstřelil úvodní gól v domácím utkání proti moldavskému celku FC Sheriff Tiraspol, střetnutí skončilo remízou 1:1.

### Wisła Kraków
V lednu 2016 podepsal tříletý kontrakt s polským prvoligovým klubem Wisla Krakov. Ve své první sezóně v polské lize odehrál 16 zápasů a vstřelil 6 gólů.
V sezóně 2016/17 si zahrál 24 utkání, ve kterých vstřelil 3 góly.
V další sezóně odehrál vinou dlouhodobého zranění Achillovy šlachy odehrál jen 7 zápasů
První polovinu soutěžního ročníku 2018/19 odehrál ještě v Krakově a zažil zde nejpovedenější období. Ke vstřelení 11 gólů mu stačilo 19 zápasů. Na konci kalendářního roku mu vypršela smlouva a díky dobrým výkonům v posledních zápasech zamířil do zámoří.

### FC Dallas
V lednu roku 2019 podepsal - jako volný hráč - hráčskou smlouvu s americkým klubem FC Dallas hrající Major League Soccer. Svůj první gól v novém angažmá vstřelil dne 18.08.2019 v utkání proti týmu Montreal Impact a přispěl tak k remíze 3:3. Od tohoto klání začal Ondrášek dostávat pravidelnou porci minut v soutěžních utkáních a této svěřené důvěře se během celého angažmá odvděčil 9 góly a 3 asistencemi.  

### FC Viktoria Plzeň
I kvůli koronavirové pandemii a problémům s cestováním do Spojených států se rozhodl v září 2020 opustit Dallas a zamířit zpět do Česka, jako nová posila Viktorie Plzeň. První zápas v novém dresu odehrál jen pár dnů po přestupu, kdy Viktoria hrála na půdě Bohemians. Zdeněk Ondrášek dostal od trenéra Adriána Guľy důvěru a nastoupil v základní sestavě. Odměnil a gólem a Plzeň i díky Ondráškovi zvítězila 4:1. Další gól přidal i v utkání 3. předkola Evropské ligy proti dánskému SønderjyskE. Během dalších 3 zápasů ve Fortuna:Lize vstřelil 2 góly a vysloužil si další pozvánku do české reprezentace.

### FCSB
Po skončení smlouvy ve Viktorii Plzeň podepsal novou, konkrétně s tehdejším rumunským vicemistrem FCSB.
Hned ve svém debutu za rumunský celek byl veřejně pokárán majitelem FCSB Gigim Becalihem., i toto mělo za následek po vypadnutí FCSB z Konferenční liga, že s ním klub rozvázal smlouvu na konci července 2021.

### Klubové statistiky
Aktuální k 10. 11. 2020.
| Sezona  | Klub                                        | Země   | Soutěž                 | Zápasy  | Góly  |
| ------- | ------------------------------------------- | ------ | ---------------------- | ------- | ----- |
| 2004/05 | TJ Blatná                                   | Česko  | krajský přebor dorostu | ?       | ?     |
| 2005/06 | SK Dynamo ČB B                              | Česko  | česká liga dorostu     | ?       | ?     |
| 2006/07 | SK Dynamo ČB SK Dynamo ČB B                 | Česko  | 1. liga ČFL            | 1 10    | 0 1   |
| 2007/08 | SK Dynamo ČB SK Dynamo ČB B                 | Česko  | 1. liga ČFL            | 6 26    | 0 6   |
| 2008/09 | SK Dynamo ČB SK Dynamo ČB B FC Zenit Čáslav | Česko  | 1. liga ČFL 2. liga    | 5 10 14 | 0 2 4 |
| 2009/10 | SK Dynamo ČB                                | Česko  | 1. liga                | 24      | 4     |
| 2010/11 | SK Dynamo ČB                                | Česko  | 1. liga                | 29      | 10    |
| 2011/12 | SK Dynamo ČB                                | Česko  | 1. liga                | 16      | 8     |
| 2012    | Tromsø IL                                   | Norsko | Tippeligaen            | 28      | 14    |
| 2013    | Tromsø IL                                   | Norsko | Tippeligaen            | 29      | 8     |
| 2014    | Tromsø IL                                   | Norsko | Tippeligaen            | 25      | 15    |
| 2015    | Tromsø IL                                   | Norsko | Tippeligaen            | 27      | 9     |
| 2015/16 | Wisla Krakov                                | Polsko | Ekstraklasa            | 16      | 6     |
| 2016/17 | Wisla Krakov                                | Polsko | Ekstraklasa            | 24      | 3     |
| 2017/18 | Wisla Krakov                                | Polsko | Ekstraklasa            | 7       | 0     |
| 2018/19 | Wisla Krakov                                | Polsko | Ekstraklasa            | 19      | 11    |
| 2019    | FC Dallas                                   | USA    | Major League Soccer    | 19      | 7     |
| 2020    | FC Dallas                                   | USA    | Major League Soccer    | 6       | 2     |
| 2020/21 | FC Viktoria Plzeň                           | Česko  | Fortuna:Liga           | 4       | 3     |

## Reprezentační kariéra

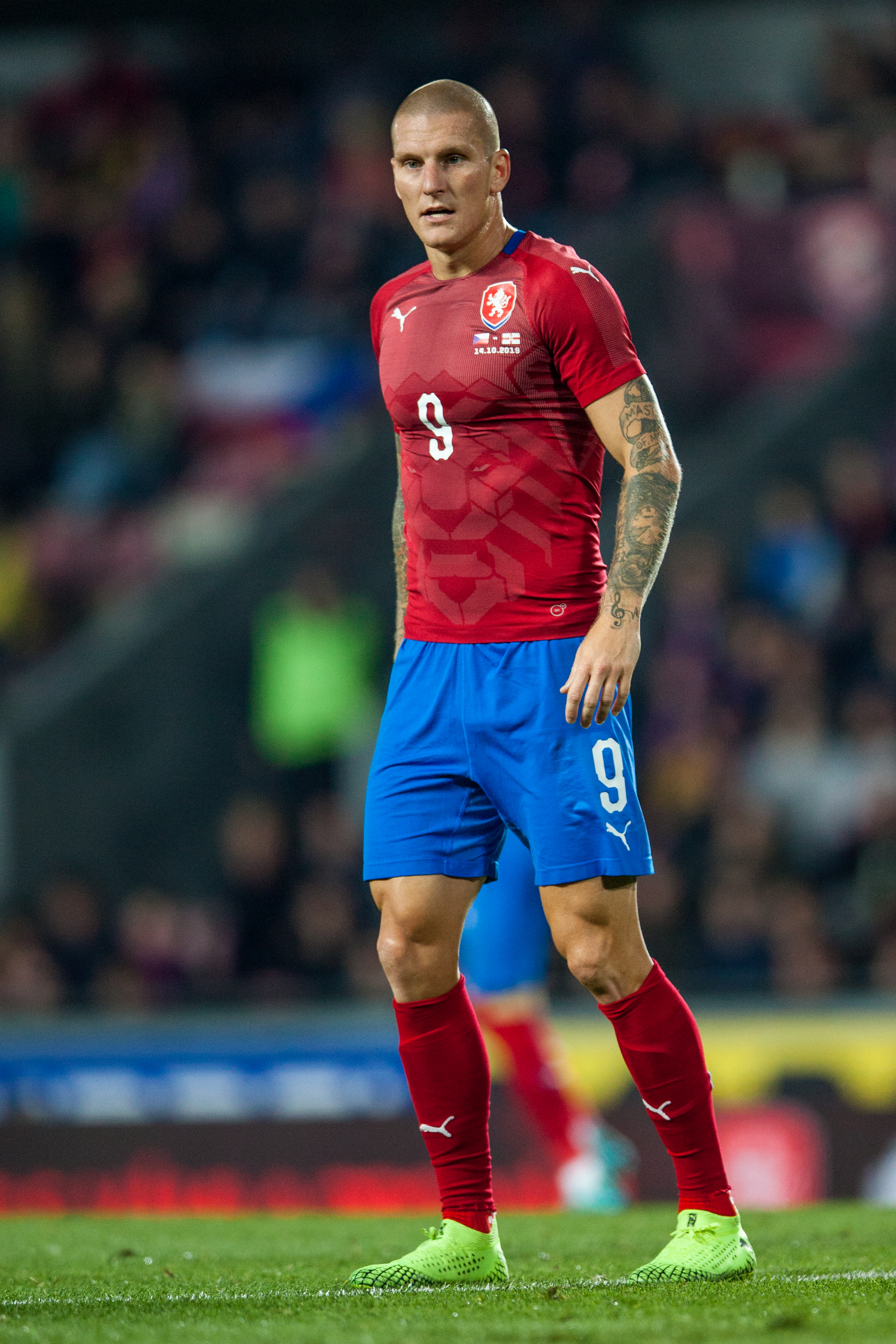
Zdeněk Ondrášek v dresu české fotbalové reprezentace (2019)

Díky svým výkonům v lize si 9. února 2011 v nizozemském Waalwijku odbyl reprezentační premiéru v týmu do 21 let, ČR porazila Nizozemí 1:0. Celkem v české fotbalové reprezentaci do 21 let odehrál 3 přátelská utkání s bilancí 2 výhry, 1 prohra, gól nevstřelil. Žádný zápas neabsolvoval kompletní. Těmi zbývajícími duely byla utkání proti Bělorusku (výhra 2:0) a proti Francii (prohra 0:1).
Na podzim roku 2019 si svými dobrými výkony v americkém týmu FC Dallas vysloužil nominaci do A týmu české fotbalové reprezentace. Byl nominován k zápasu kvalifikace o EURO 2020 s Anglií, který se konal dne 11. 10. 2019 v Edenu. V tomto utkání nastoupil do zápasu v 65. minutě, kdy v útoku vystřídal Patrika Schicka, přičemž po přihrávce do velkého vápna soupeře od asistujícího Lukáše Masopusta vsítil - střelou bez přípravy - vítěznou branku českého národního týmu a upravil tak skóre zápasu na konečných 2:1 pro Česko. O tři dny později nastoupil do druhého poločasu přátelského mezistátního zápasu se Severním Irskem na Letné, v němž si připsal asistenci u obou českých gólů (výsledek 2:3).
Zápasy Zdeňka Ondráška v A-týmu české reprezentace
| Rok    | Zápasy | Góly |
| ------ | ------ | ---- |
| 2019   | 4      | 1    |
| 2020   | 3      | 1    |
| Celkem | 7      | 2    |

## Úspěchy

### Individuální
- 1× nejlepší střelec norské Tippeligaen v sezóně 2012 (14 gólů)